# Монтеррубіо-де-Армунья
Монтеррубіо-де-Армунья (ісп. Monterrubio de Armuña) — муніципалітет в Іспанії, у складі автономної спільноти Кастилія-і-Леон, у провінції Саламанка. Населення — 1226 осіб (2010).
Муніципалітет розташований на відстані близько 180 км на північний захід від Мадрида, 7 км на північ від Саламанки.
На території муніципалітету розташовані такі населені пункти: (дані про населення за 2010 рік)
- Монтеррубіо-де-Армунья: 1221 особа
- Мосодьєль-дель-Каміно: 5 осіб

## Демографія
Динаміка населення (INE ):

## Зовнішні посилання
- Провінційна рада Саламанки: індекс муніципалітетів [Архівовано 23 квітня 2009 у Wayback Machine.]
- Посилання на Google Maps